# Zeven toegangswegen van Kamakura

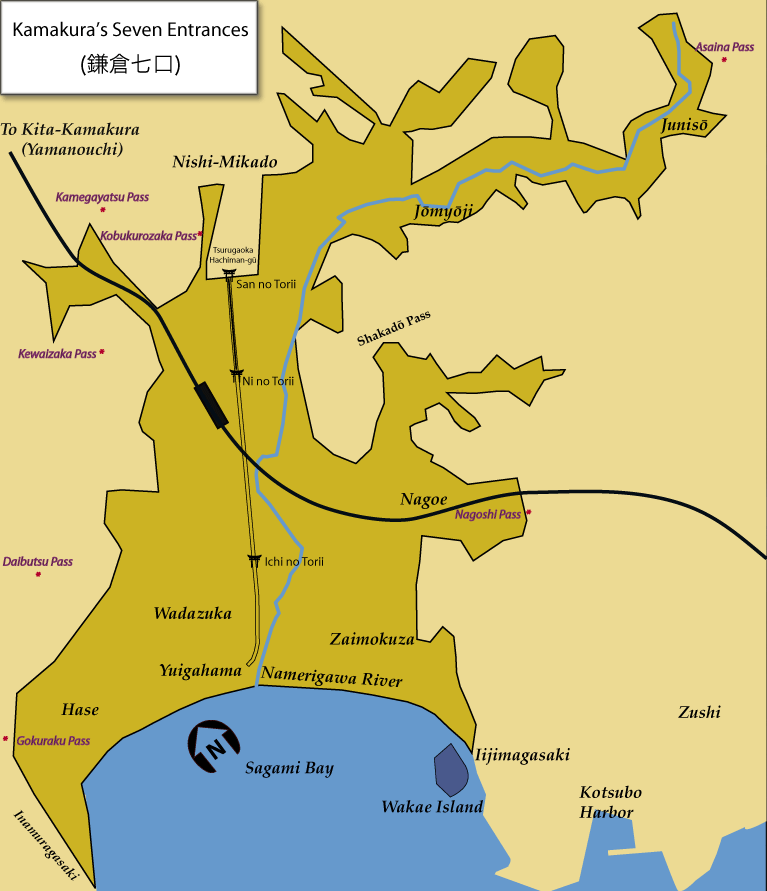
Een kaart met de zeven toegangswegen van Kamakura

De stad Kamakura in de prefectuur Kanagawa in Japan wordt aan drie kanten begrensd door erg steile heuvels en aan de vierde kant door de zee: voordat er meerdere moderne tunnels en wegen werden aangelegd, waren de zogenaamde zeven toegangswegen (Nana-guchi), of zeven passen (七切り通し, Nana-kiridoshi) (alle aangelegd) de belangrijkste verbinding met de rest van de wereld. De stad was daarom een natuurlijk fort en werd volgens Azuma Kagami om deze reden uitgekozen door Minamoto no Yoritomo om als basis te dienen. De naam zelfs schijnt te zijn gebaseerd op de Zeven toegangswegen van Kyoto (京都七口) – soms vertaald als de zeven "heuvels" – die in de literatuur van de Muromachiperiode genoemd worden. De naam is net als andere genummerde namen, zoals de "tien putten van Kamakura" en de "tien bruggen van Kamakura", bedacht in de Edoperiode, waarschijnlijk om het toerisme te stimuleren. De Azuma Kagami (een kroniek van het Kamakura-shogunaat) noemt de toegangswegen simpelweg -zaka: Kobukurozaka, Daibutsuzaka, Gokurakuzaka, etc. Behalve deze zeven toegangswegen waren er ook nog andere bergpassen die Kamakura verbonden met andere dorpen. De zeven toegangswegen waren simpelweg de gemakkelijkst bruikbare en de belangrijkste.
De passen waren zowel van economisch als militair belang. Ze beheersten alle verkeer naar de buitenwereld. Het militaire belang kan gezien worden in het feit dat de zeven passen op verschillende manieren werden gefortificeerd, zoals door ze smaller te maken en het uitzicht te belemmeren van buitenaf. Verder werden kunstmatige kliffen en forten toegevoegd aan de wegen waar vanaf boogschutters hun vijanden beneden in de pas konden beschieten.

## De zeven toegangswegen

### De Asainapas

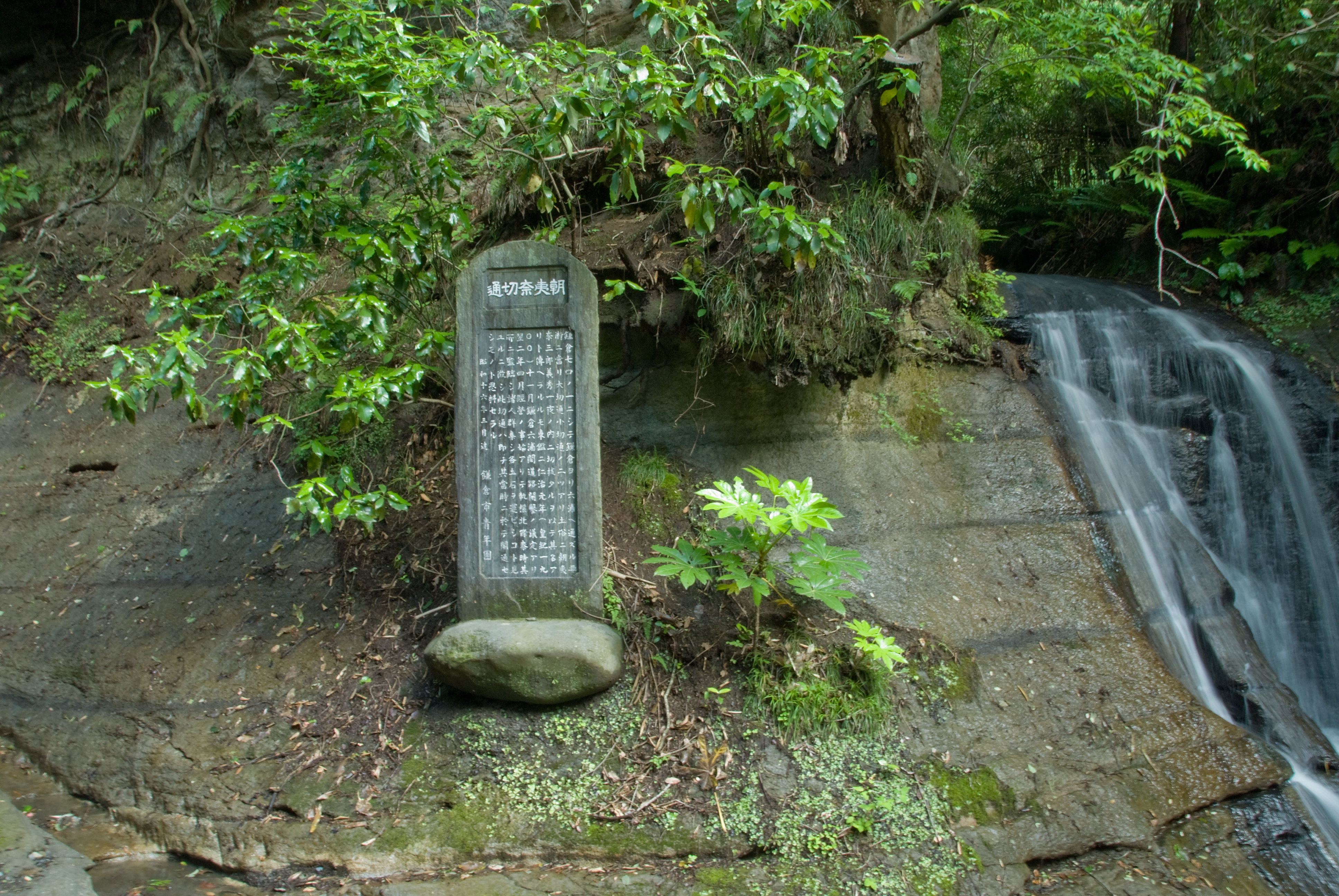
De Saburo-watervallen aan het begin van de Asainapas

De Asainapas (朝夷奈切通), ook bekend als Mutsuurakuchi (六浦口) en in de volksmond als Asahinapas (朝比奈切通), verbond Kanazawa (tegenwoordig onderdeel van de stad Yokohama) met Kamakura, en beschermde de oostelijke flank van de stad. De Azuma Kagami meldt dat het besluit om de stad te verbinden met Kanazawa in 1240 werd genomen door shikken Hojo Yasutoki. De naam zou afkomstig zijn van de legendarische held Asahina Saburo Yoshihide die de pas in zijn eentje gebouwd zou hebben in een enkele nacht. De watervallen aan het begin van de Kamakura kant van de pas, de Saburo-watervallen (三郎滝), zijn ook naar hem vernoemd. De volledige pas is tegenwoordig een monument.
De plaque aan de Yokohama kant van de pas zegt het volgende:

Historisch monument - Asainapas (5 juni, 1969)

In 1240 gaf het Kamakura-shogunaat opdracht de communicatie te verbeteren tussen de stad en het belangrijke centrum van Mutsuura, en de constructie werd in april van het daarop volgende jaar gestart.
De regent Hojo Yasutoki zelf begeleidde het werk en verplaatste stenen en modder met zijn paard om het werk te versnellen.
Mutsuura was indertijd een centrum voor de productie van zout en een belangrijke haven voor de distributie van goeden van niet alleen centrums uit Kanto zoals Awa, Kazusa, en Shimosa, maar ook Korea en China.
Goederen van verschillende origine arriveerden hier per schip en kwamen Kamakura binnen via deze pas, waarmee Mutsuura een groot politiek en economisch belang kreeg.
Aan beide kanten van de pas zijn de overblijfselen nog te zien van forten die gebouwd werden om de pas te verdedigen.
Aan de zuidkant van de grens met Kamakura ligt de Kumano Jinja, gebouwd om de ongelukkige noordoostkant van de stad te beschermen.
Het is de steilste van de zeven passen van Kamakura.
De Internationale reisorganisatie van Yokohama

Het comité voor educatie van Yokohama, departement voor culturele landschappen, maart 1990

De inscriptie aan de kant van Kamakura van de pas, dicht bij de Saburo-watervallen, heeft een soortgelijke inhoud.

### De Daibutsupas
Vanaf de bovenkant van de huidige Daibutsutunnel liep de Daibutsupas (大仏切通) door de gemeenten Kajiwara en Yamazaki om Kamakura te verbinden met Fujisawa. De datum van constructie is onbekend, en de Azuma Kagami vermeldt de pas niet. Een passage uit de Shinpen Kamakurashi(een atlas van Kamakura uit 1685) schijnt aan te geven dat de pas reeds bestond in 1181, maar dit is waarschijnlijk een fout. De pas is meerdere malen gerepareerd van de Edoperiode tot aan de Meijiperiode, en is tegenwoordig een historisch monument.

### De Gokurakupas

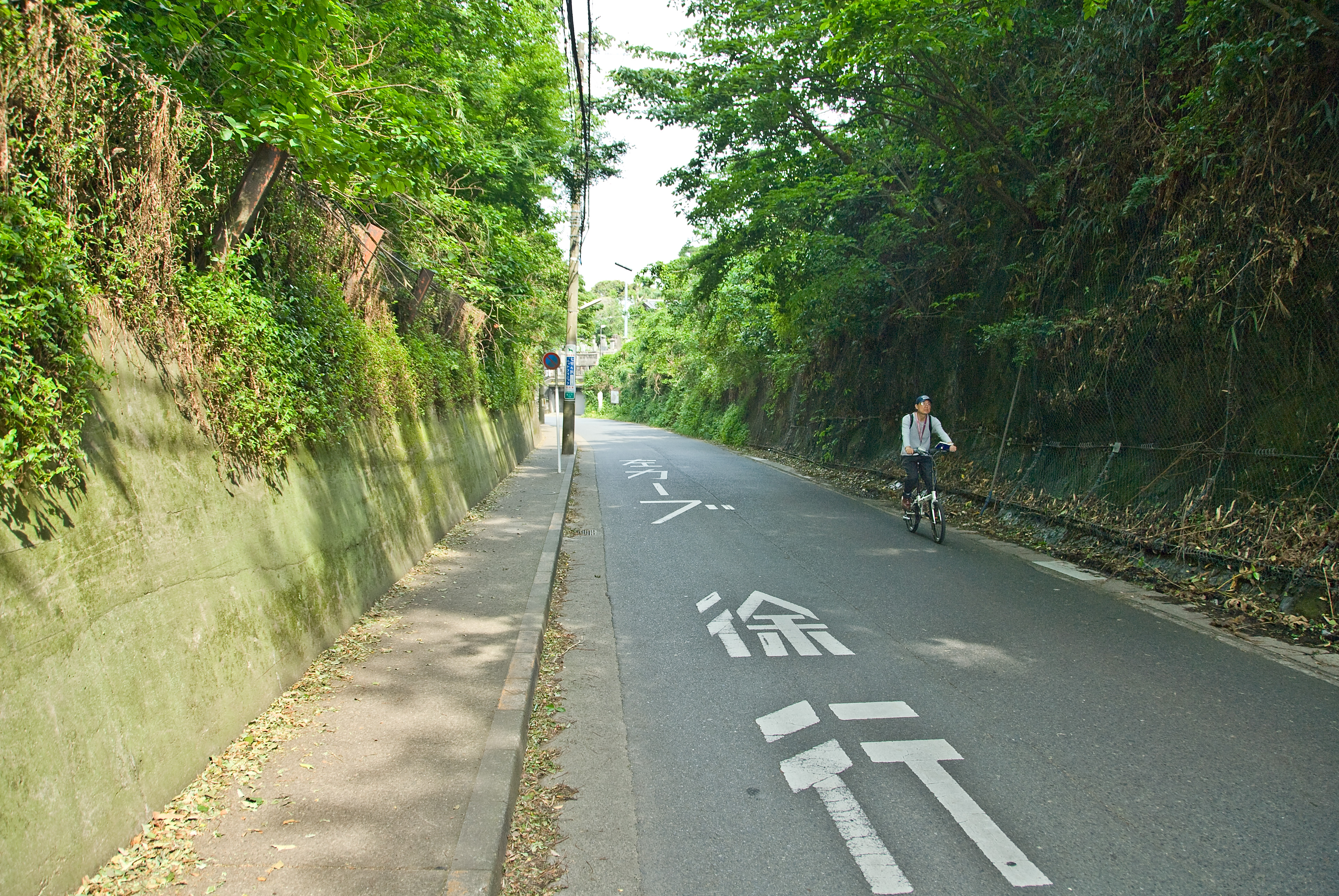
De Gokurakupas, waar het leger van Nitta Yoshisada werd verslagen

De Gokurakupas (極楽寺切通) is een pas die uitkwam op de Tokaido (oostelijk zeeweg). Volgens traditie werd de pas geopend door de stichter van de Gokuraku-ji tempel, Ninsho (1217-1303). De pas werd in 1333 gebruikt door Nitta Yoshisada voor zijn aanval op Kamakura.
Op de stele bij de pas staat het volgende:

Deze plaats was vroeger een heuvel, maar Ninsho, de stichter van Gokuraku-ji, maakte het terrein vlak en opende deze weg. Deze weg is de zogenaamde Gokuraku-ji pas. Toen Nitta Yoshisada in 1333 Kamakura aanviel, trokken de troepen van de militaire leiders Odate Muneuji en Eda Yukiyoshi langs deze weg op en troffen ze hier de troepen van Kamakura onder bevel van Osaragi Sadanao. Dit is de locatie waar ze hun kamp opzetten en vochten.

### De Kamegayatsupas

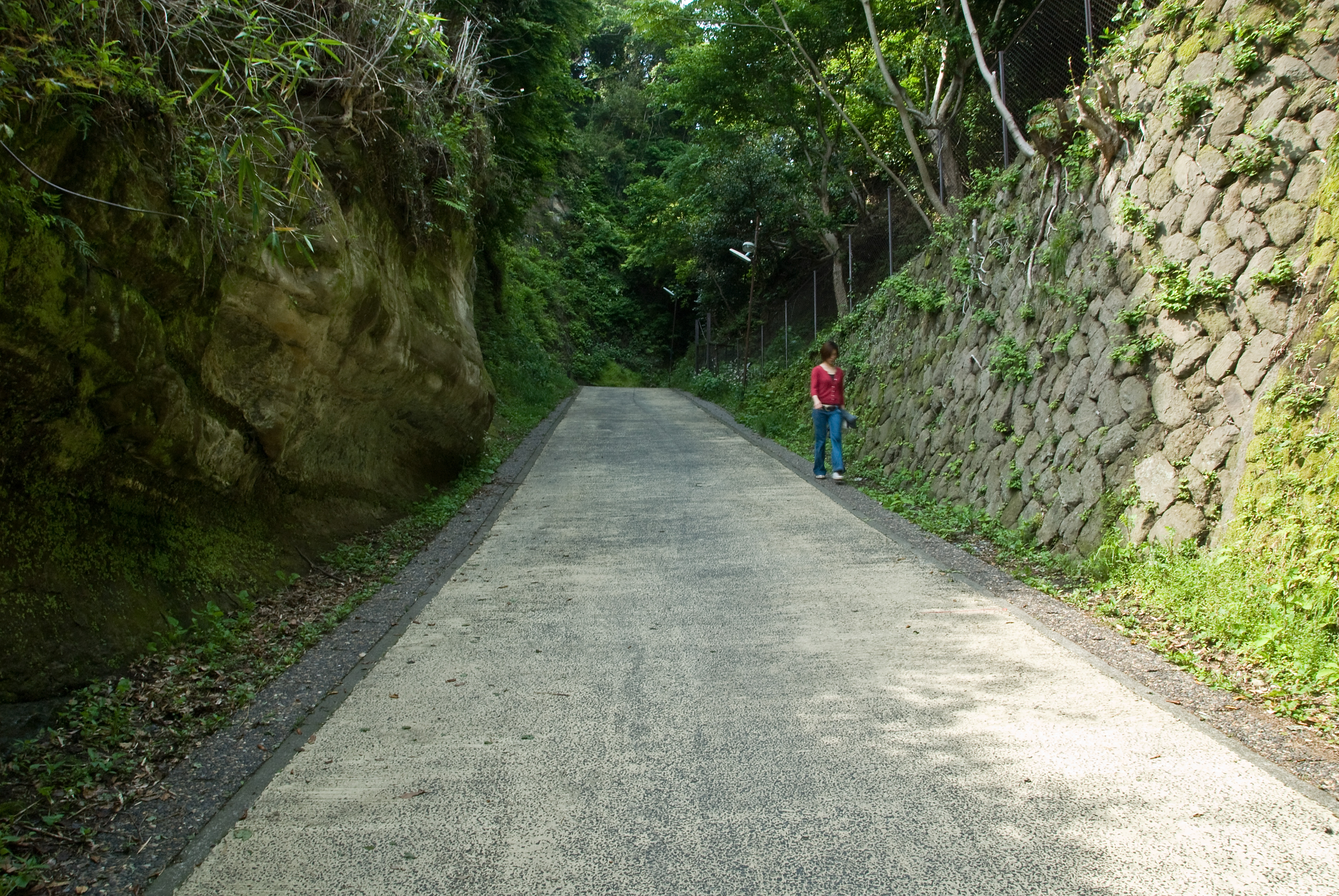
De Kamakura zijde van de Kamegayatsupas

De naam Kamegayatsupas (亀ケ谷坂) wordt in 1180 voor het eerst genoemd in de Azuma Kagami. De Kamegayatsupas verbond het gebied van Ogigayatsu (noord-west van het huidige Kamakura-station) met Choju-ji in Yamanouchi. Het is tegenwoordig een historisch monument.

### De Kewaizakapas
De Kewaizakapas (仮粧坂) leidde naar Fujisawa en daarna naar de provincie Musashi. De pas was strategisch gelegen en de troepen van Nitta Yoshisada voerden vanaf hier hun hoofdaanval uit op de stad in 1333. Bij meerdere andere gelegenheden zou er in deze pas gevochten worden. De pas is tegenwoordig een historisch monument.
Op de stele aan de kant van Kamakura staat het volgende:

De naam van de Kewaizakapas kan geschreven worden met de karakters "化粧坂" of "形勢坂". Volgens een theorie komt de naam van het feit dat de Shogun van de Taira-clan gevangen was genomen, en men make-up op zijn afgehakte hoofd aanbracht om het beter herkenbaar te maken. Volgens een andere theorie ontstond de naam omdat een prostituee onder aan de helling woonde. De naam komt in ieder geval nergens voor in de Azuma Kagami. Deze pas was een van de zeven toegangswegen van Kamakura en was van belang voor de verdediging van de stad. Sinds de invasie van Nitta Yoshisada van 1333 is er nog diverse malen gevochten.

### De Kobukurozakapas
De naam Kobukurozakapas (巨福呂坂 of 小袋坂) wordt in 1235 voor het eerst genoemd in de Azuma Kagami. De oude weg was gebouwd door de Hojo shikken. De moderne weg werd tijdens de Meijiperiode gebouwd. Volgens de Taiheiki is het een van de passen waar Nitta Yoshisada probeerde binnen te vallen tijdens de aanval op Kamakura in 1333. De pas is tegenwoordig een historisch monument.

### De Nagoshipas

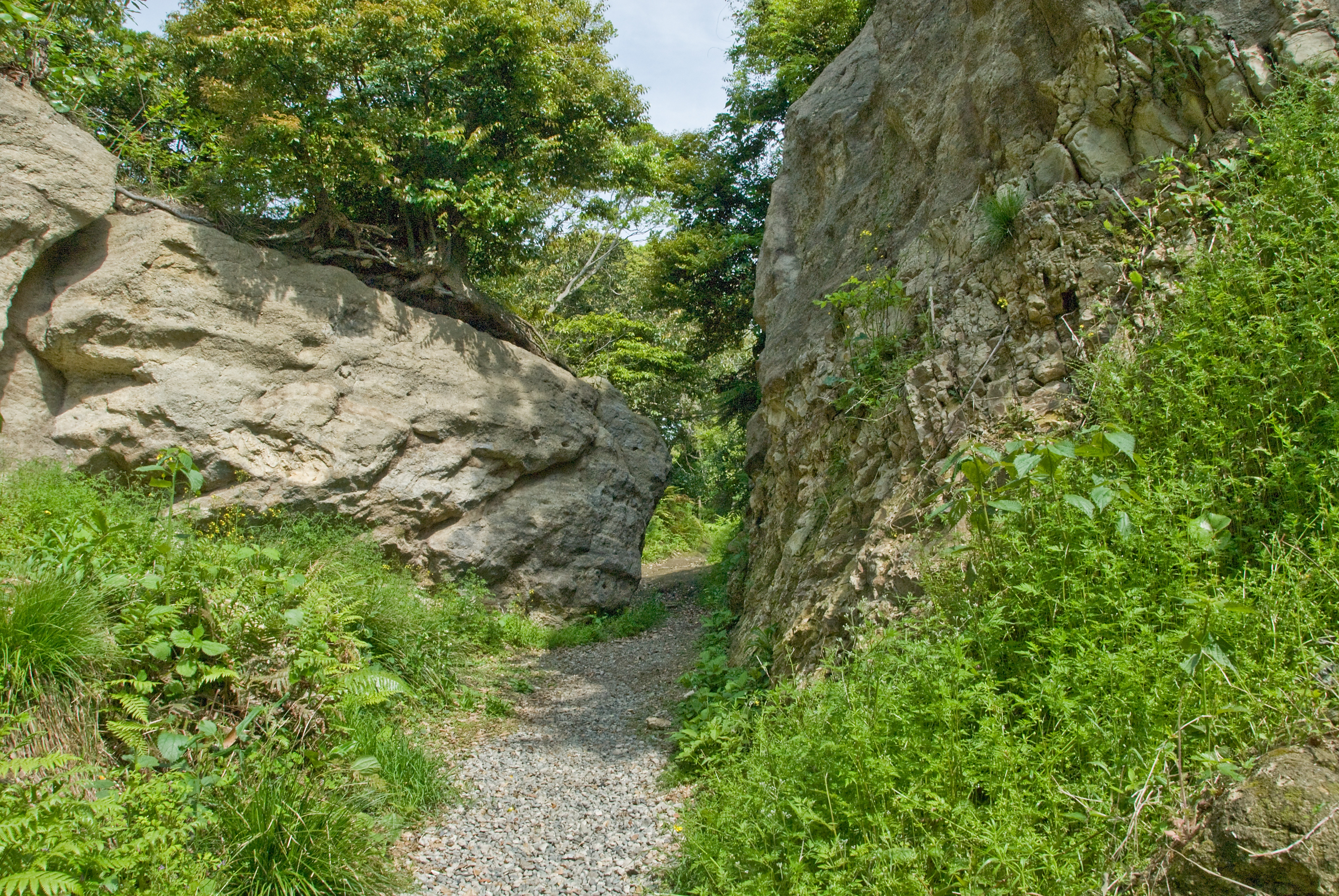
De Nagoshipas, die Kamakura verbond met het schiereiland Miura, is minder dan 2 meter breed

De Nagoshipas (名越切通) verbond de stad met het schiereiland Miura. De pas is erg steil en minder breed. Om deze redenen werd de naam oorspronkelijk geschreven met de karakters 難通 wat moeilijk te passeren betekent. De naam van het omliggende gebied wordt met dezelfde karakters geschreven (名越), maar hier wordt het uitgesproken als Nagoe. De pas is tegenwoordig een historisch monument.
Op de stele aan de kant van Kamakura staat het volgende:

Nadat het Kamakura-shogunaat zich gevestigd had opende het zeven passen, om handel toe te staan tijdens vredestijd en ter verdediging in geval van oorlog. De Nagoshipas lijkt nog steeds erg op haar oorspronkelijk vorm. Aan de Zushi-zijde zijn bij verschillende punten langs de weg de kunstmatige kliffen nog te zien die waren toegevoegd om de natuurlijke geografie aan te vullen en een makkelijk verdediging te garanderen.

Maart 1981, Het comité voor educatie van Kanagawa

### Huidige conditie van de zeven toegangswegen
De huidige Kobukurozakapas is een moderne brede weg is die Kamakura verbindt met Kita-Kamakura en enkel enige sporen zijn er nog over van de oorspronkelijk pas. De Gokurakupas is tegenwoordig ook een weg. De Daibutsupas, Nagoshipas en Asahinapas zijn nog ongeveer zoals voor de Meijiperiode, terwijl de Kewaizakapas en Kamegayatsupas wel veranderd zijn maar nog steeds herkenbaar.

## De Shakadopas

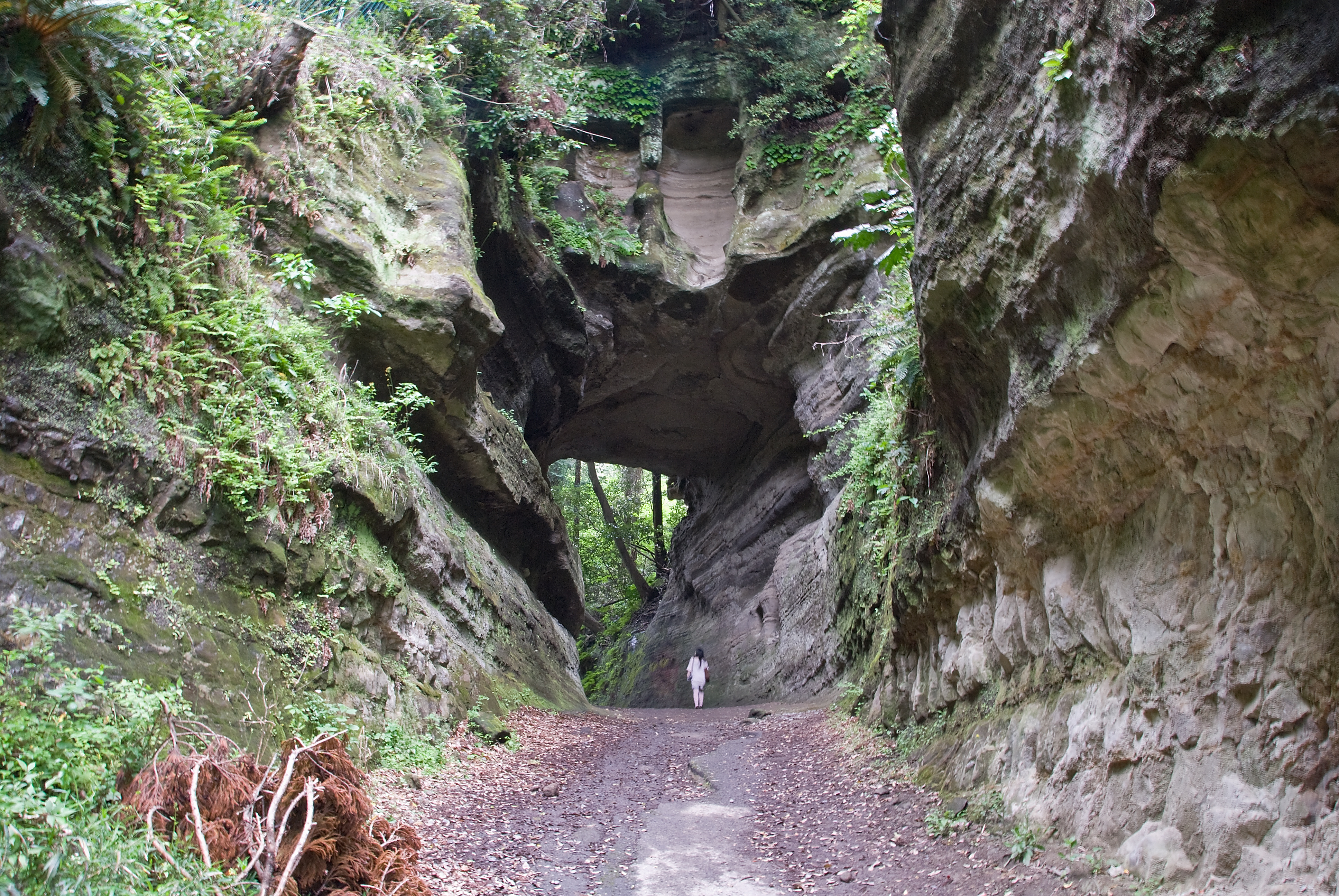
De Omachi zijde van de Shakadopas

Buiten de zeven toegangswegen is er nog een grote pas in de stad, de Shakadopas (釈迦堂切通) die Shakadogayatsu verbindt met de districten Omachi en Nagoe (het vroegere Nagoshi). Hoewel het een belangrijke pas was werd het niet gezien als een toegangsweg omdat het twee gebieden met elkaar verbond die binnen Kamakura vielen.
De pas is tegenwoordig gesloten voor alle verkeer vanwege gevaar voor vallende rotsen.

## Opmerkingen en referenties
1. 1 2 3 4 5 6 7 8 9 10 11 12 13 14 15 16 17 18 19 20 21 22 23 24 25  Kamakura Shōkō Kaigijo (2008: 54-56)
2. ↑  Wandelroutes naar de toegangswegen van Kamakura, Kamakura Citizen Net, oorspronkelijk bekeken op 11 mei, 2008 (zie Engelstalige wikipedia)
3. 1 2  Kawano (2005:24-25)
4. ↑  regio Juniso/Jomyoji, Kamakura Citizen Net, oorspronkelijk bekeken op 2 juni, 2008 (zie Engelstalige wikipedia)
5. 1 2  Japanse tekst hier beschikbaar
6. ↑  Japanse tekst hier beschikbaar
7. 1 2  Kamakura Citizen's Net, Daibutsu Kiridōshi
8. ↑  Japanse tekst hier beschikbaar
9. ↑  Kamakura Citizen's Net, Kamegayatsuzaka Kiridōshi
10. 1 2  Het einde "ヶ谷", bekend in plaatsnamen en normaal uitgesproken als "-gaya", wordt in Kamakura uitgesproken als "-gayatsu"
11. ↑  Japanse tekst hier beschikbaar
12. ↑  De karakters in de naam betekenen "make-up-helling"
13. 1 2  Kamakura Citizen's Net, Kobukurozaka Kiridōshi

- (ja)  Kamakura Shōkō Kaigijo (2008). Kamakura Kankō Bunka Kentei Kōshiki Tekisutobukku. Kamakura Shunshūsha, Kamakura. ISBN 978-4-7740-0386-3.
- (ja)  Kawano, Shinjirō (2005). Chūsei Toshi Kamakura: Iseki ga Kataru Bushi no Miyako. Kōdansha Gakujutsu Bunko. ISBN 4-06-159713-2.
- (ja)  Kamakura Citizen's Net, Kamakura Nanakuchi no Saka to Kiridoshi wo Aruku. Geraadpleegd op 10 oktober 2008.